# Micraeschus rosellus
Micraeschus rosellus là một loài bướm đêm trong họ Noctuidae.